# 미즈호정 (나가사키현)
미즈호정(瑞穂町)은 나가사키현 시마바라반도에 있던 정으로 미나미타카키군에 속했다. 
2005년 10월 11일에, 구니미정, 아즈마정·아이노정·지지와정·오바마정·미나미쿠시야마정과 합병, 시로 승격해 운젠시가 되었기 때문에 미즈호정은 소멸하였다.

## 역사
- 1889년 4월 1일 - 정촌제 시행에 의해 미나미타카키군 고베촌, 이후쿠촌, 사이고촌이 성립하였다.
- 1926년 7월 1일 - 고베촌, 이후쿠촌이 합병해 다이쇼촌이 성립하였다.
- 1956년 9월 25일 - 다이쇼촌과 사이고촌이 합병해 미즈호촌이 성립하였다.
- 1969년 4월 1일 - 정으로 승격해 미즈호정이 되었다.
- 2005년 10월 11일 - 구니미정·아즈마정·아이노정·지지와정·오바마정·미나미쿠시야마정과 합병해, 운젠시가 되어 미즈호정은 소멸하였다.

## 교통

### 철도
- 시마바라 철도 시마바라 철도선

### 도로
- 국도 251호선